# アクティビティモニタ
アクティビティモニタ（英: Activity Monitor）は、Appleが開発したmacOS用の、プロセス管理ツールソフトウェア（タスクマネージャー）である。Windowsのタスクマネージャーにあたる機能である。

## 起動方法
- Launchpadを開き、その他の中にあるアクティビティモニタを選択する。
- Spotlight 検索を開き、「アクティビティモニタ」と入力して選択する。
- コマンドキー、オプションキー、Escキー(⌘ Cmd+⌥ option+Esc)を同時に押すと、アプリケーションの強制終了ウインドウが表示されるが、こちらはアプリケーションのプロセスを強制終了する機能しか備わっていない。

## タブ

### CPU
プロセスのCPUとGPUの使用率と使用時間、プロセスのアーキテクチャの種類(IntelもしくはAppleシリコン)の確認
。

### メモリ
メモリの使用率の確認。

### エネルギー
アプリケーションのエネルギー使用状況の確認。

### ディスク
HDDやSSDなどの補助記憶装置の読み込みや書き込みの状況の確認。

### ネットワーク
Wi-FiやEthernetなどの通信状況の確認。

### キャッシュ
コンテンツキャッシュの使用状況の確認。
コンテンツキャッシュを有効にしている場合にのみ表示される。